# Stazione di Marano di Napoli
La stazione di Marano di Napoli era una stazione ferroviaria posta sulla linea Alifana bassa. Serviva il centro abitato di Marano. L’edificio era situato in via Giovanni Falcone.

## Storia
Marano fu tra i comuni promotori, nel 1888, della costruzione della ferrovia. La stazione venne attivata il 30 marzo 1913 insieme alla tratta ferroviaria da Napoli a Capua (Alifana bassa).
Nel secondo dopoguerra, a causa della crescente urbanizzazione dell’hinterland napoletano il servizio ferroviario non risultava più adeguato alle esigenze; pertanto il 20 febbraio 1976 l’esercizio venne sospeso, e sostituito, per un paio di anni, da un servizio di autobus. La chiusura doveva essere temporanea per consentire l'ammodernamento della linea, ma poi in sostituzione venne costruita una nuova linea metropolitana corrente molto più ad est e che non serve il comune di Marano di Napoli.

## Strutture e impianti
La stazione disponeva di 2 binari passanti per il servizio viaggiatori. Il fabbricato viaggiatori, dopo la chiusura della linea, è stato abbattuto e sostituito da nuovi edifici.